# Vladimir Beara
Vladimir Beara (Zelovo, 1928. november 2. – Split, 2014. október 11.) horvát labdarúgókapus, edző.
A jugoszláv válogatott tagjaként részt vett az 1950-es, az 1954-es és az 1958-as labdarúgó-világbajnokságon, illetve az 1952. évi nyári olimpiai játékokon, ahol ezüstérmet szereztek.